# Angeln

Mapa de les penínsules d'Angeln (a l'est de Flensburg i Schleswig) i la península Schwansen (al sud del Schlei)

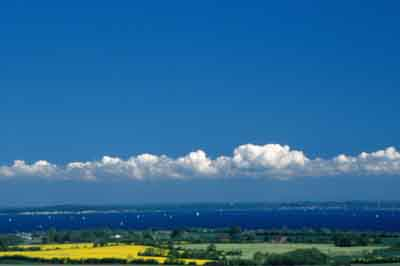
El fiord Flensburg

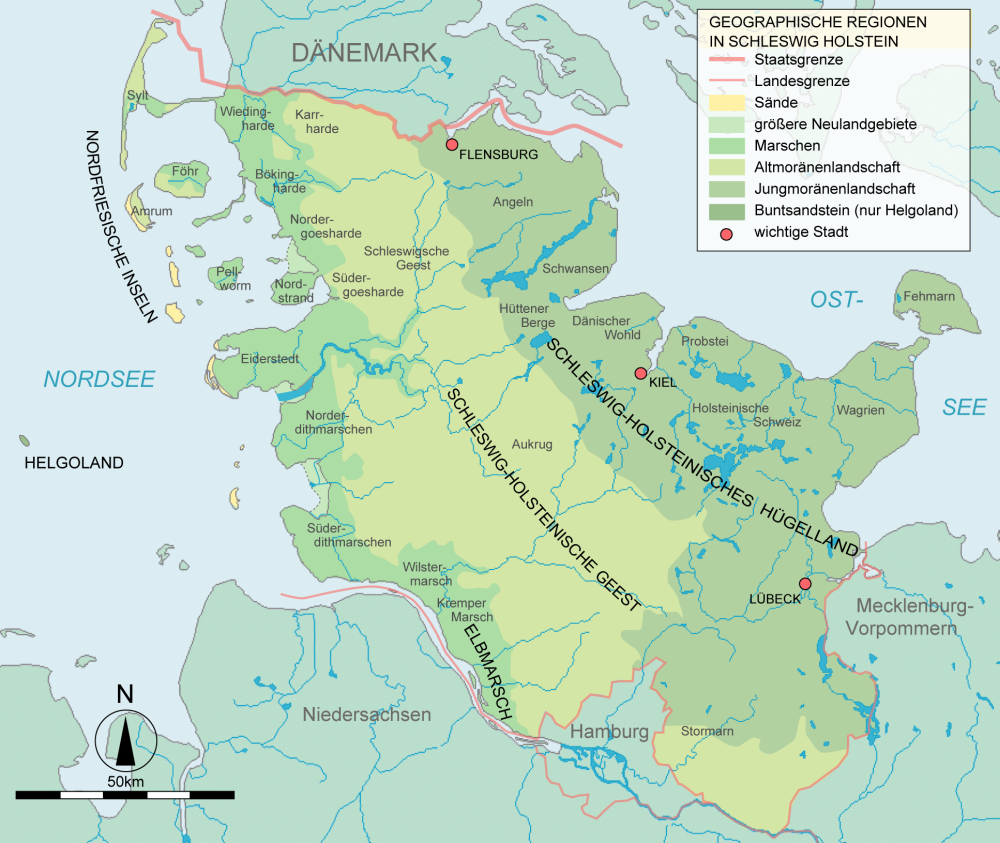
Regions de Bundesland Schleswig-Holstein, Alemanya

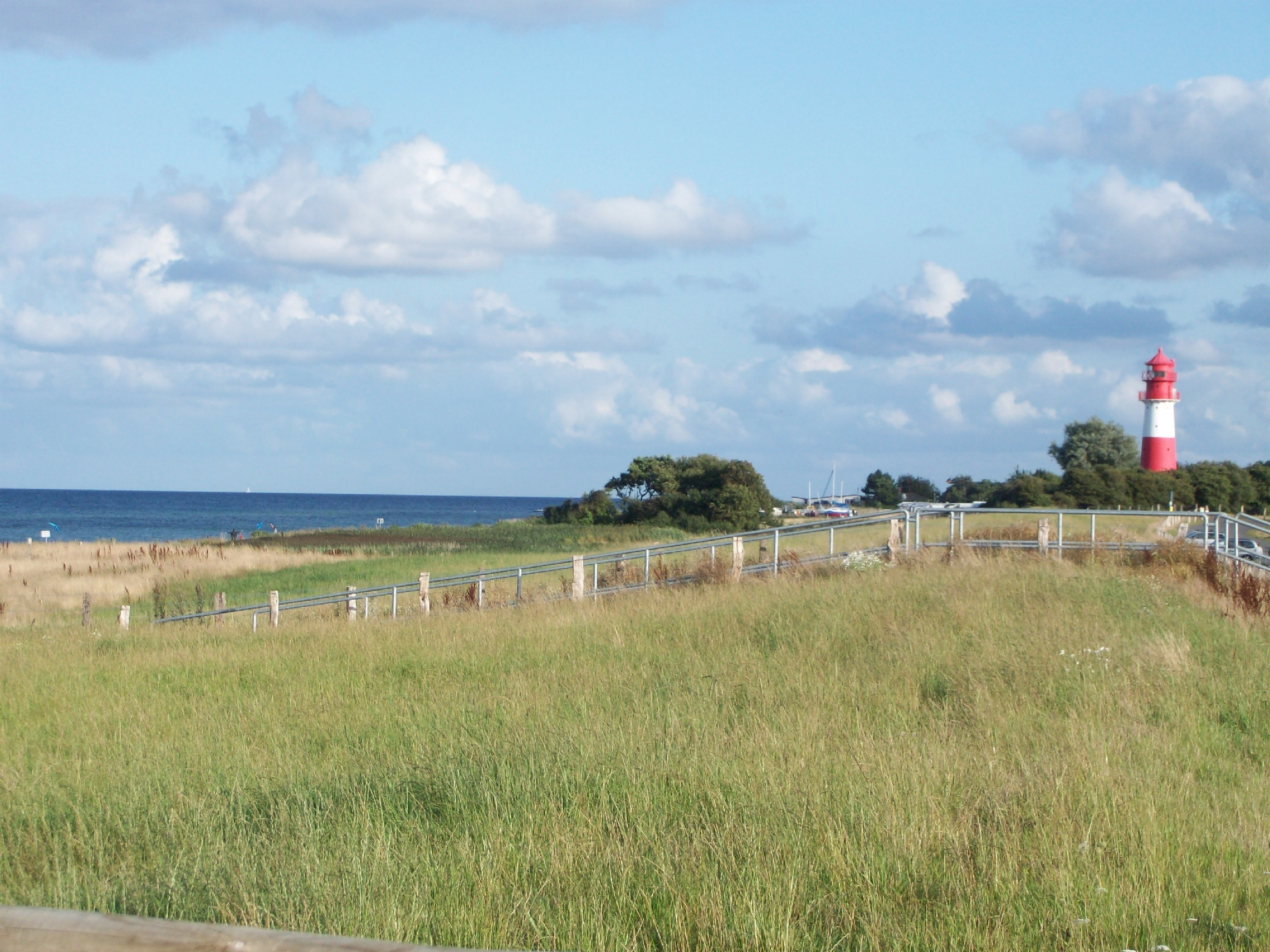
El far Falshöft

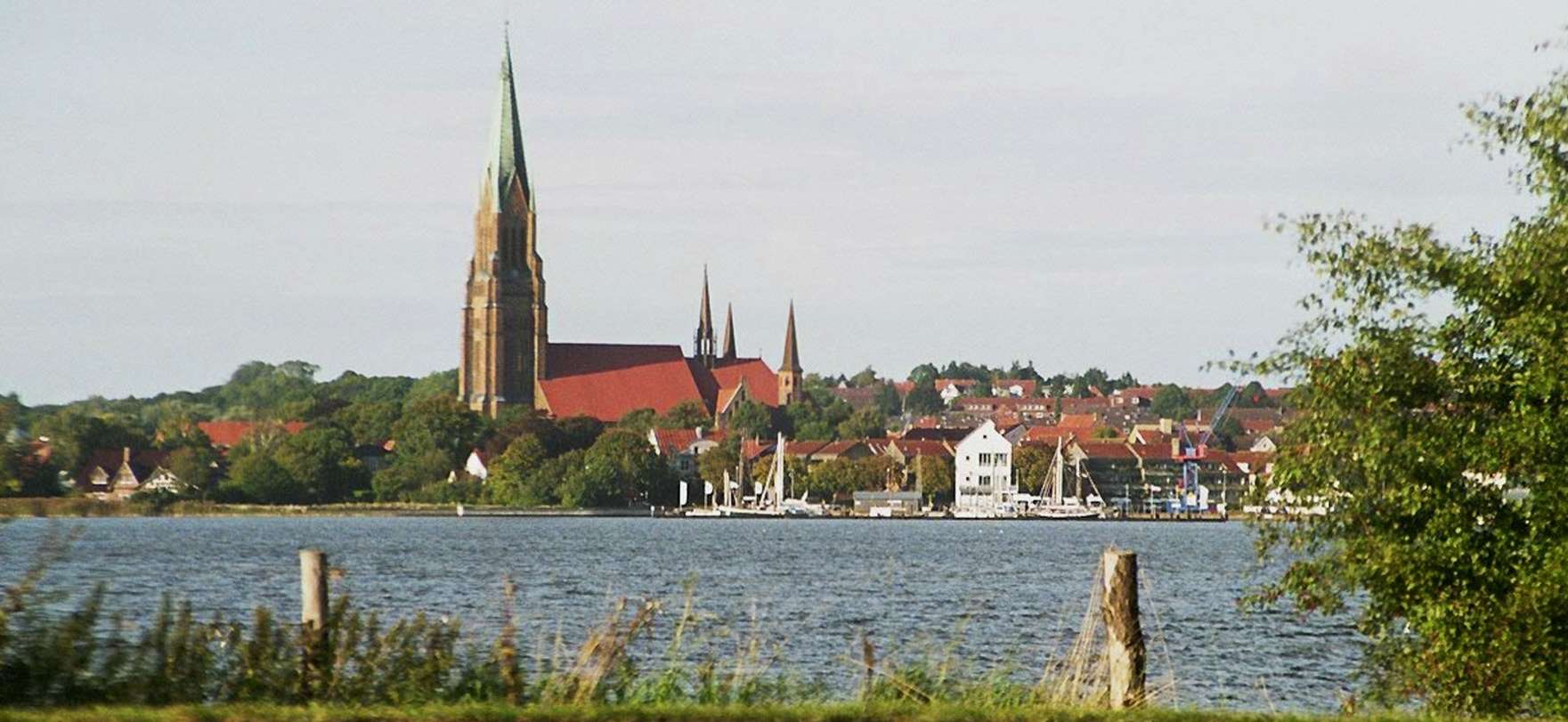
Schleswig

La moderna Angeln, també coneguda com a Ànglia (en alemany: Angeln, en danès: Angel, en llatí: Anglia), és una petita península (dins la més gran de Jutlàndia) a Schleswig del sud, a Schleswig-Holstein, Alemanya, penetra a la badia de Kiel.
Angeln es creu que és el nom original de la tribu germànica que envaí Anglaterra dels Angles i d'on deriva el nom d'Anglaterra i el nom de l'idioma anglès.
Aquesta regió era el lloc originari dels germànics angles, que, junt amb els saxons i els juts, migraren a l'actual Gran Bretanya als segles V-VI. Després de la marxa dels angles, la regió va ser ocupada pels danesos (vikings). Aquesta zona va pertànyer a Dinamarca fins al segle xix, però lingüísticament era mixta i s'hi parlava danès i alemany. Dinamarca va perdre Schleswig en benefici d'Àustria-Hongria i Prússia el 1864 en la Guerra dels ducats. El 1920, un plebiscit va fer que gran part de Schleswig tornés a Dinamarca, però Angeln continuà sent d'Alemanya (successora de Prússia).